# China Railway Engineering Corporation
China Railway Engineering Corporation («Китайская железнодорожная инженерная корпорация») — китайская строительная корпорация. Ею построено две трети железных дорог и три пятых метрополитенов страны. В 2021 году заняла 35-е место в списке крупнейших компаний мира Fortune Global 500. Крупнейшим акционером является Комитет по контролю и управлению государственным имуществом Китая (SASAC) (90 % акций), деятельность осуществляет через дочернюю компанию China Railway Group, доля в которой на конец 2020 года составляла 47,21 %.

## История
В 1950 году Министерством железных дорог КНР было создано два бюро, по строительству и по проектированию железных дорог, в 1958 году они были объединены в Бюро капитального строительства Министерства железных дорог. Кроме железных дорог Бюро занималось строительством междугородних шоссе, мостов, тоннелей, городским рельсовым транспортом, жилым строительством, разработкой и производством строительного оборудования.
В начала 1990 года Бюро было разделено на две корпорации, China Railway Engineering Corporation и China Railway Construction Corporation. В 2000 году они были переведены из подчинения Министерства железных дорог к Центральной рабочей комиссии по крупным предприятиям, а в 2003 году — в подчинение Комитета по контролю и управлению государственным имуществом Китая. В сентябре 2007 года была создана компания China Railway Group, которой China Railway Engineering Corporation передала большинство своих активов, в декабре 2007 года часть акций компании была размещена на Шанхайской и Гонконгской фондовых биржах.

## Деятельность
Основным направлением деятельности является строительство транспортной инфраструктуры (84 % выручки) как в КНР, так и в других странах в рамках инициативы «Один пояс и один путь». Ещё 5 % выручки даёт строительство недвижимости, неосновные направления включают производство строительного оборудования, добыча полезных ископаемых (медь, кобальт, молибден в КНР, Конго и Монголии), финансовые услуги.